# Primer ferrocarril transcontinental de Estados Unidos

Ceremonia del Golden Spike («Clavo de Oro») en Promontory, Utah, el 10 de mayo de 1869, símbolo de la finalización de las obras de construcción de la primera vía férrea transcontinental de los Estados Unidos.

El primer ferrocarril transcontinental de los Estados Unidos es el nombre de una línea de ferrocarril a través de los Estados Unidos que unió la ciudad de Omaha, en Nebraska, con Sacramento, en California, en los años 1860, uniendo así la red de ferrocarriles del Este de los Estados Unidos con California, en la costa del Pacífico. Se finalizó con la famosa ceremonia del Golden Spike («Clavo de Oro»), celebrada el 10 de mayo de 1869 en Promontory, Utah, creando una red de transporte mecanizada de escala nacional que revolucionó la población y la economía del Oeste estadounidense. Esta red hizo que las famosas caravanas de galeras (wagon trains, en inglés) del llamado viejo oeste de décadas anteriores se volvieran obsoletas, cambiándolas por un sistema de transporte moderno.
Autorizado por la ley del Ferrocarril del Pacífico de 1862 y apoyado con fuerza por el gobierno federal, fue la culminación de un movimiento a lo largo de décadas para construir esta línea y fue uno de los mayores logros de la presidencia de Abraham Lincoln, completado cuatro años después de su muerte. La construcción del ferrocarril requirió hazañas enormes de ingeniería y trabajo para cruzar llanuras y altas montañas por parte de las compañías ferroviarias Union Pacific y Central Pacific, las dos empresas que construyeron la línea hacia el oeste y hacia el este respectivamente.
La construcción del ferrocarril fue motivada en parte para interconectar la Unión durante la guerra civil estadounidense. Esto aceleró considerablemente la población del Oeste por colonos blancos, mientras que contribuyó a la decadencia de los indios en estas regiones.
En 1879, la Corte Suprema de los Estados Unidos estableció formalmente, en su decisión en cuanto al caso Union Pacific Railroad contra United States, el 6 de noviembre de 1869 como fecha oficial de finalización del ferrocarril transcontinental.
Este ferrocarril fue considerado la mayor hazaña tecnológica estadounidense del siglo XIX. Sirvió como un enlace vital para la industria, comercio y viajes, uniendo las mitades Este y Oeste de finales del siglo XIX de los Estados Unidos. El ferrocarril transcontinental terminó rápidamente con las románticas líneas de diligencias, mucho más lentas y arriesgadas, que lo habían precedido. El subsiguiente avance del llamado «destino manifiesto» y la proliferación del «caballo de hierro» a través de las tierras de los nativos indígenas aceleró enormemente la caída de la gran cultura india de las grandes llanuras.

## Recorrido
El recorrido del ferrocarril siguió los principales caminos utilizados para la apertura del Oeste, las llamadas Ruta de Oregón, Ruta de los Mormones y Ruta de California, y la del Pony Express. Yendo desde Council Bluffs (Iowa), siguió el río Platte por Nebraska, dejó la ruta tradicional para atravesar las Rocosas en la cuenca de la Gran Divisoria en Wyoming y luego atajar por el norte de Utah y Nevada en la Gran Cuenca antes de cruzar Sierra Nevada hasta Sacramento.
La ruta no pasó por las dos mayores ciudades de las grandes praderas al este de las Montañas Rocosas (el llamado Gran Desierto Estadounidense), Denver, Colorado y Salt Lake City, Utah. Se construyeron líneas secundarias para atender estas dos ciudades.

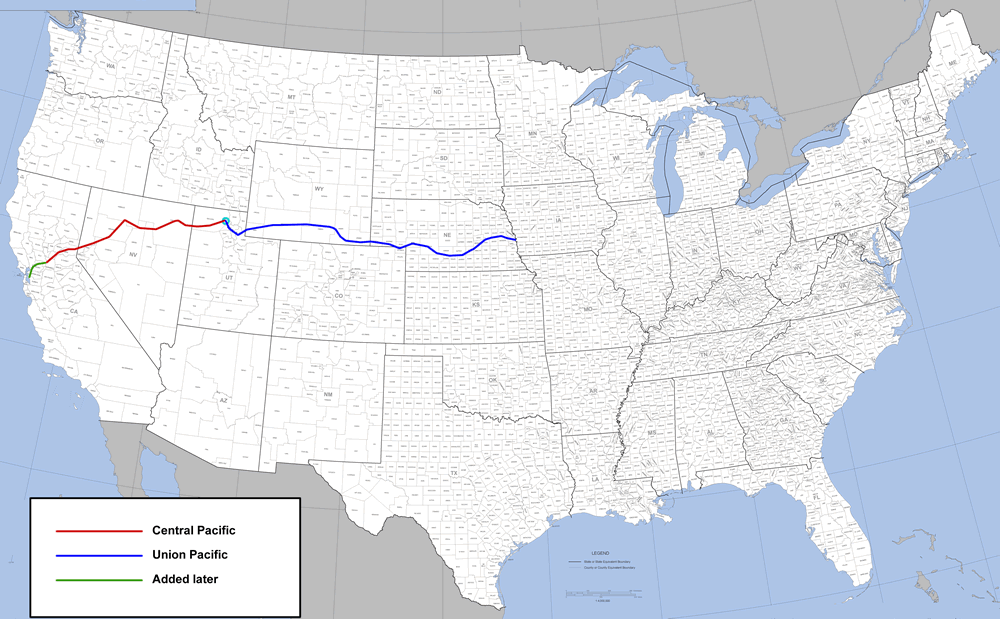
Ruta del primer ferrocarril transcontinental de los Estados Unidos desde Sacramento, California, hasta Council Bluffs, Iowa.

Inicialmente no estuvo directamente conectado con la red ferroviaria estadounidense del Este. Por ello, los trenes tenían que ser transportados en transbordadores a través del río Misuri. En 1872, se abrió el puente Union Pacific Missouri River Bridge y conectó directamente el Este y el Oeste de los Estados Unidos.
La Central Pacific construyó 1.110 kilómetros de vía férrea, comenzando en Sacramento, California, y siguiendo hacia el Este por California (Newcastle y Truckee), Nevada (Reno, Wadsworth, Winnemucca, Battle Mountain, Elko, Humboldt-Wells), y empalmando con la línea de la Union Pacific en la cumbre de Promontory en el Territorio de Utah. Más tarde, la ruta fue ampliada hasta la terminal Alameda, en Alameda (California), y poco después, al Oakland Long Wharf en Oakland.

La Union Pacific construyó 1.749 km de vía, comenzando en Council Bluffs, y continuando hacia el Oeste a través del río Misuri y cruzando Nebraska (Elkhorn -actualmente Omaha-, Grand Island, North Platte, Ogallala, Sidney), el Territorio de Colorado (Julesburg), el Territorio de Wyoming (Cheyenne, Laramie, Green River, Evanston), el Territorio de Utah (Ogden, Brigham City, Corinne), y conectando la Central Pacific en la cima de Promontory.
En nuestros días la autopista interestatal 80 (Interstate 80) sigue la ruta del ferrocarril, con una excepción. Entre Eco, Utah y Pozos, Nevada, la autopista interestatal 80 pasa por la gran Salt Lake City y por la orilla sur del Gran Lago Salado. El ferrocarril en cambio siguió el río Weber a Ogden (una ruta usada actualmente por la interestatal 84) y alrededor del lado norte del Gran Lago Salado. Mientras se construía la ruta del ferrocarril a lo largo del río Weber, los trabajadores plantaron el «árbol de las mil millas», donde todavía permanece un marcador, para conmemorar el hito.

## Historia

### Construcción

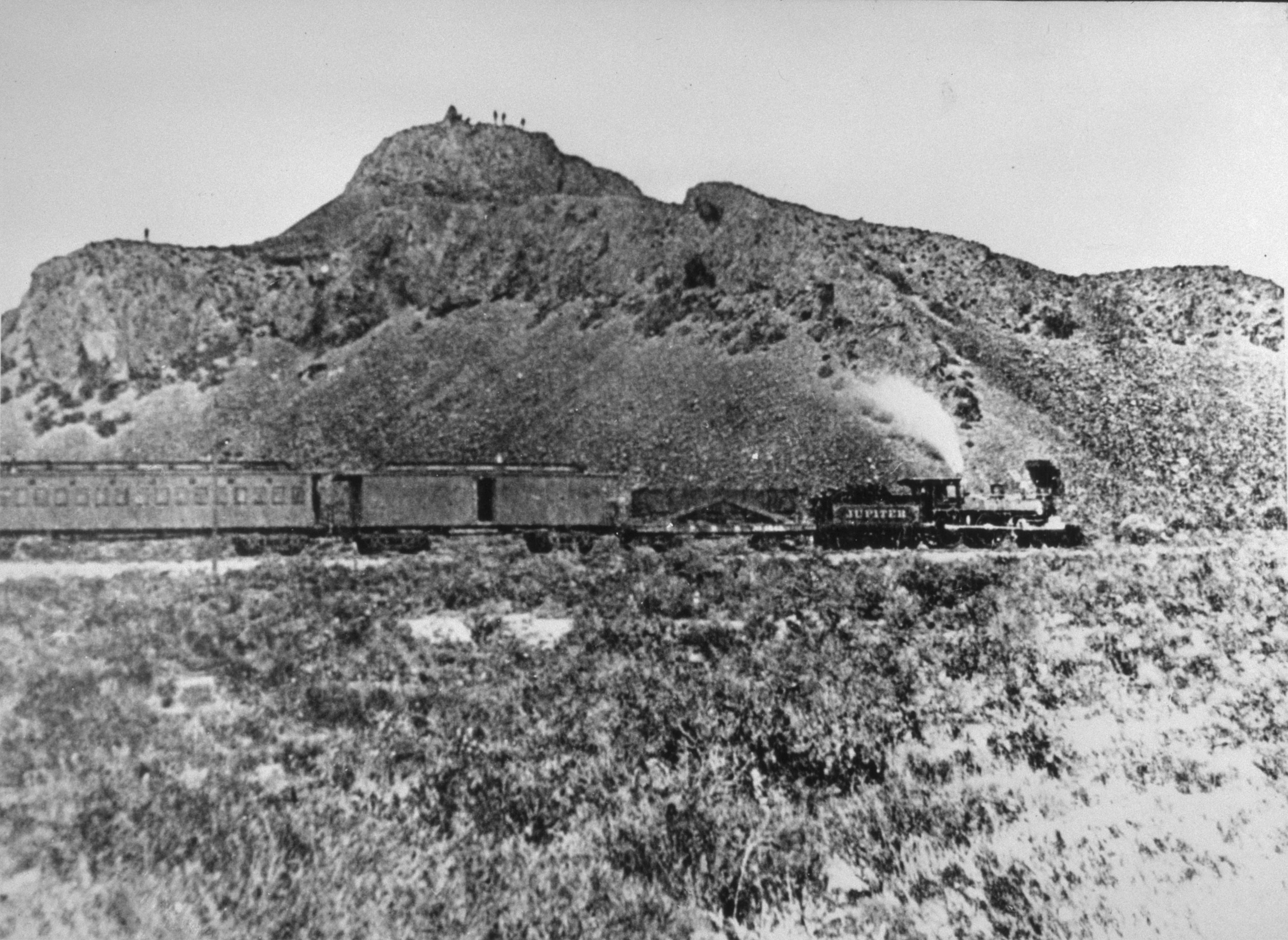
La locomotora Jupiter, que llevaba a Leland Stanford (uno de los «Cuatro Grandes» propietarios de la Central Pacific y fundador de la Universidad Stanford) y otros funcionarios del ferrocarril a la ceremonia del Golden Spike.

A causa del modo en que el Estado subvencionaba a las compañías que construían el ferrocarril, era sabido que éstas a veces saboteaban los ferrocarriles del otro para reclamar el terreno como propio. Cuando llegaron cerca del punto de unión, cambiaron las rutas hasta ser casi paralelas, de modo que cada compañía pudiera reclamar subvenciones del gobierno sobre la misma parcela de terreno. Harto de los enfrentamientos, el Congreso finalmente declaró dónde y cuándo deberían encontrarse los ferrocarriles. Equipos de inspección seguidos estrechamente por equipos de trabajo de cada ferrocarril se distribuyeron entre una y otra, impacientes por tender tanta vía como fuera posible. El equipo principal de la Central Pacific batió un récord tendiendo 16 kilómetros de vía en un solo día, conmemorando el acontecimiento con un poste indicador al lado de la vía para que se viera al pasar los trenes.

#### Trabajadores
La mayoría del tramo de la Union Pacific fue construida por trabajadores irlandeses, y por veteranos de los ejércitos de la Unión y Confederados. Brigham Young, presidente de la Iglesia de Jesucristo de los Santos de los Últimos Días, quiso ver el soporte inmigrante del ferrocarril y los campamentos en Ogden y Salt Lake City, Utah. Cuando la vía se aproximaba al Territorio de Utah, solicitó un contrato de trabajo con la Union Pacific. Conforme a este contrato llevado a cabo, las cuadrillas de trabajo estaban formadas casi por completo por mormones que construyeron la mayor parte de la vía en el territorio de Utah.

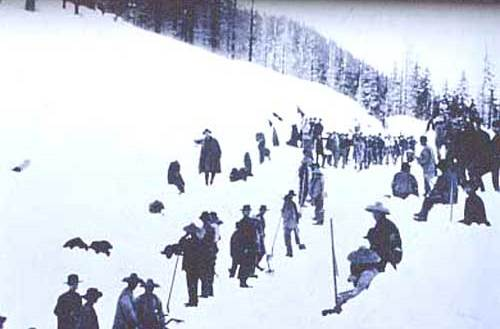
Trabajadores chinos del ferrocarril realizando sus labores en la nieve.

El tramo de la Central Pacific fue construido principalmente por inmigrantes chinos. Incluso aunque al principio se pensaba que eran demasiado débiles o frágiles para hacer este tipo de trabajo, después del primer día de los chinos en la línea, se tomó la decisión de emplear a tantos como fuera posible encontrar en California (donde la mayoría eran mineros del oro o trabajaban en industrias de servicio, como lavanderías y cocinas). Muchos más fueron traídos de China. La mayor parte de los hombres recibían entre uno y tres dólares por día, pero los trabajadores de China recibieron mucho menos. Con el tiempo, éstos se declararon en huelga y consiguieron un pequeño aumento de sueldo.
Además de la colocación de los rieles (que empleaba aproximadamente al 25% de la mano de obra), la operación también requirió los esfuerzos de cientos de herreros, carpinteros, ingenieros, albañiles, topógrafos, camioneros, telegrafistas y hasta cocineros, por mencionar solo algunos de los trabajos implicados en la construcción del ferrocarril.

#### Central Pacific

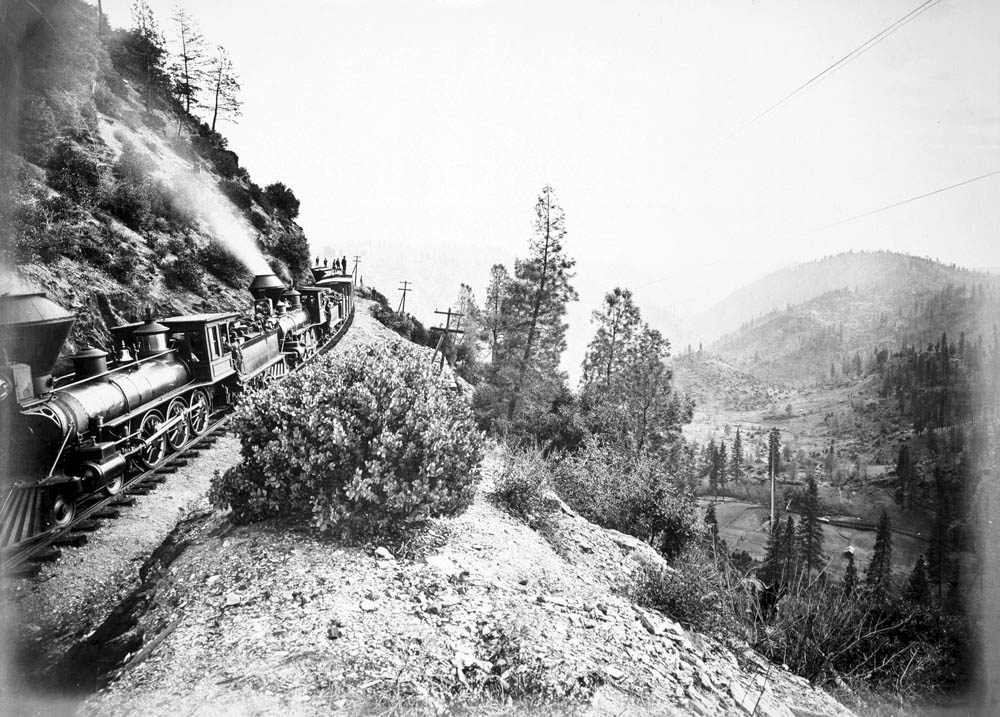
Ferrocarril de la Central Pacific en Cape Horn (c. 1880).

Seis meses después de la ley del Ferrocarril del Pacífico, el 8 de enero de 1863 el gobernador Leland Stanford ceremoniosamente colocó la «primera piedra» para comenzar la construcción del ferrocarril Central Pacific en Sacramento, California. La Central Pacific hizo un gran progreso a lo largo del Valle de Sacramento. Sin embargo redujeron la marcha de la construcción, primero por las estribaciones de Sierra Nevada, luego por las propias montañas y, aún más importante, por las tormentas de nieve del invierno. Como consecuencia de ello, la Central Pacific amplió sus esfuerzos para contratar trabajadores inmigrantes (muchos de los cuales eran chinos). Los inmigrantes parecían estar más dispuestos a tolerar las horribles condiciones, y continuó el progreso de las obras. La necesidad creciente de construir túneles comenzó a reducir la marcha del progreso de la línea otra vez. Para combatir esta situación, la Central Pacific comenzó a usar los recién inventados y muy inestables explosivos de nitroglicerina —que aceleraron tanto el precio de construcción como la mortalidad de los trabajadores. Horrorizado por las pérdidas, la Central Pacific comenzó a utilizar explosivos menos volátiles y desarrolló un método de colocar los explosivos en el que los barreneros chinos trabajaban en grandes cestas suspendidas que eran rápidamente izadas a lugar seguro tras encender las mechas. La construcción comenzó a acelerarse otra vez.

#### Union Pacific
El principal inversor en la Union Pacific era Thomas Clark Durant, que había hecho su fortuna pasando algodón Confederado de contrabando con la ayuda de Grenville M. Dodge. Durant eligió rutas que favorecerían sitios donde él poseía tierras, y anunció conexiones con otras líneas que a veces satisficieron las acciones de sus negocios. Durant pagó a un socio para presentar la oferta de construcción, quien a su vez se la dio a otra compañía controlada por Durant, la Crédito Mobiliario de América. Durant entonces manipuló las finanzas y subvenciones oficiales, haciéndose con otra fortuna. Durant contrató a Dodge como ingeniero jefe y a Jack Casement como jefe de construcción.
En el Este, las obras comenzaron en Omaha, Nebraska, por parte del ferrorarril Union Pacific, y continuaron muy rápidamente gracias al terreno abierto de las Grandes Llanuras. Sin embargo, pronto comenzaron a sufrir retrasos cuando entraron en tierras en manos de los indios. Los nativos americanos que vivían allí vieron la entrada del ferrocarril como una violación de sus tratados con los Estados Unidos. Grupos de guerreros comenzaron a asaltar los campamentos de trabajo móviles que seguían el progreso de la línea. La Union Pacific respondió aumentando la seguridad y contratando a tiradores para matar bisontes —que eran tanto una amenaza física para los trenes, como principal fuente de comida para muchos de los indios de llanuras. Los indios nativos americanos comenzaron entonces a matar trabajadores cuando comprendieron que el llamado «caballo de hierro» amenazaba su existencia. Las medidas de seguridad fueron reforzadas, y el progreso del ferrocarril continuó.

### Golden Spike

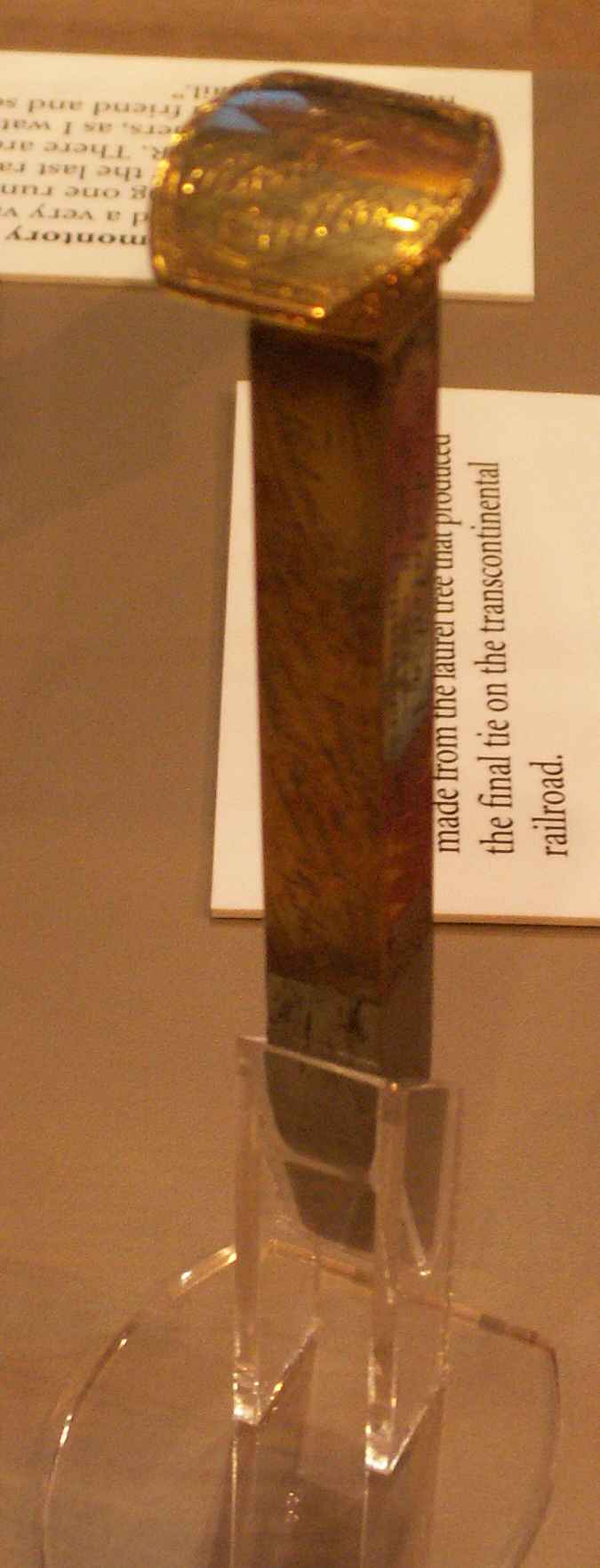
Uno de los 4 clavos ceremoniales chapados en oro utilizados (aunque no el último), que fue donado por el gobernador del Territorio de Arizona.

Seis años después del comienzo de las obras, trabajadores del ferrocarril Central Pacific desde el Oeste y de la Union Pacific desde el Este se encontraron en la cumbre de Promontory (Utah). Fue el 10 de mayo de 1869 cuando Stanford colocó el Clavo de Oro (Golden Spike) o el Último Clavo (Last Spike), que se encuentra actualmente en el Centro de Artes Cantor en la Universidad de Stanford, que simbolizó la finalización del ferrocarril transcontinental. En el que quizás fue el primer acontecimiento de medios de comunicación en directo del mundo, los martillos y el clavo fueron unidos por un cable a la línea de telégrafo de modo que cada golpe de martillo fuera oído como un chasquido en las estaciones de telégrafo a escala nacional. Tan pronto como el clavo ceremonial fue sustituido por un clavo de hierro ordinario, un mensaje fue transmitido tanto a la costa Este como a la costa Oeste que simplemente decía: «HECHO». El país estalló en celebraciones al recibir este mensaje. Los viajes directos de costa a costa se redujeron de seis o más meses a solo una semana.

## Secuelas

### Desarrollo del ferrocarril
Cuando se colocó el clavo de oro, la red ferroviaria en realidad no conectaba el Atlántico con el Pacífico, solo conectaba Omaha y Sacramento. En noviembre de 1869 la Central Pacific finalmente conectó Sacramento con la bahía de San Francisco en Oakland (California). La Union Pacific no conectó Omaha con Council Bluffs hasta la terminación del puente Union Pacific Missouri River en 1872.
Con la finalización de la Guerra Civil, los ferrocarriles competidores procedentes de Misuri aprovecharon su ventaja estratégica inicial para un auge de la construcción. La Hannibal and St. Joseph Railroad (H&SJ) terminó el Hannibal Bridge que fue el primer puente en cruzar el río Misuri en julio de 1869 en  Kansas City. Esto por su parte conectó los trenes de la Kansas Pacific que iban de Kansas City a Denver, que había construido la Denver Pacific, y que conectaba con la Union Pacific. En agosto de 1870 la Kansas Pacific puso el último clavo que conectaba con la línea Denver Pacific en Strasburg (Colorado) y el primer auténtico ferrocarril Atlántico-Pacífico de los Estados Unidos quedó completo.
La ventaja de Kansas City al conectarse en primer lugar con un auténtico ferrocarril transcontinental, contribuyó a que se convirtiera en la línea férrea dominante al oeste de Chicago, en lugar de Omaha.
La Kansas Pacific se convirtió en parte de la Unión Pacific en 1880.
El 4 de junio de 1876, un tren rápido llamado Transcontinental Express  llegó a San Francisco vía «primer ferrocarril transcontinental» tan solo 83 horas y 39 minutos después de su partida desde la ciudad de Nueva York. Solo diez años antes el mismo viaje habría llevado meses por tierra o semanas por barco.
La Central Pacific fue absorbida por la Southern Pacific en 1885. La Unión Pacific se hizo inicialmente con la Southern Pacific en 1901, pero fue obligado por la Corte Suprema estadounidense a desprenderse de sus acciones debido a temas de monopolio en 1913. Finalmente, la Unión Pacific consiguió a la adquisición de la Southern Pacific en 1996.
Habiendo sido circunvalado el punto inicial de encuentro con la finalización del Lucin Cutoff (un puente de ferrocarril sobre el Gran Lago Salado) en 1904, los raíles de Promontory fueron levantados en 1942 para ser reciclados para su utilización durante la Segunda Guerra Mundial. Este proceso comenzó con una ceremonia de «descolocación» de un Golden Spike. En 1957, el Congreso autorizó la creación del Lugar Histórico Nacional denominado Golden Spike National. El 10 de mayo de 2006, en el aniversario de la colocación del clavo de oro, Utah anunció que el diseño de la moneda de cuarto de dólar estatal del programa 50 State Quarters de los Estados Unidos, sería una representación de la colocación del clavo.

### Restos visibles
Los restos visibles de la línea histórica son todavía fácilmente localizables —cientos de kilómetros todavía están en servicio en la actualidad, sobre todo por las montañas de Sierra Nevada y cañones en Utah y Wyoming. Mientras que el raíl original fue sustituido hace mucho debido a la edad y la climatología, y el terraplén mejorado y reparado, las líneas generalmente circulan sobre el balasto original, hecho a mano. Miradores en la autopista interestatal 80 por el Truckee Canyon en California, proporcionan una vista panorámica de muchos kilómetros de la línea Central Pacific original y de las viejas protecciones contra la nieve que hacen seguros y prácticos los viajes en tren durante el invierno.
En áreas donde la línea original ha sido circunvalada y abandonada, principalmente en Utah, el terraplén todavía es obvio, así como numerosas zanjas y terraplenes, sobre todo el llamado Big Fill unas millas al este de Promontory.

### Servicio de pasajeros actual
Amtrak dirige un servicio diario desde Emeryville, California (Área de la Bahía de San Francisco) hasta Chicago, el California Zephyr. El Zephyr usa habitualmente la «primera línea de ferrocarril transcontinental» original desde Sacramento hasta Winnemucca, Nevada. El Zephyr por lo general usa la vía original en las líneas en dirección al oeste desde Winnemucca hasta Wells, Nevada. Las líneas en dirección este entre estas ciudades por lo general usan vías construidas por la Western Pacific. Esto es porque la Unión Pacific ahora posee ambas líneas, y las rutas circulan por una u otra línea.

### Cultura

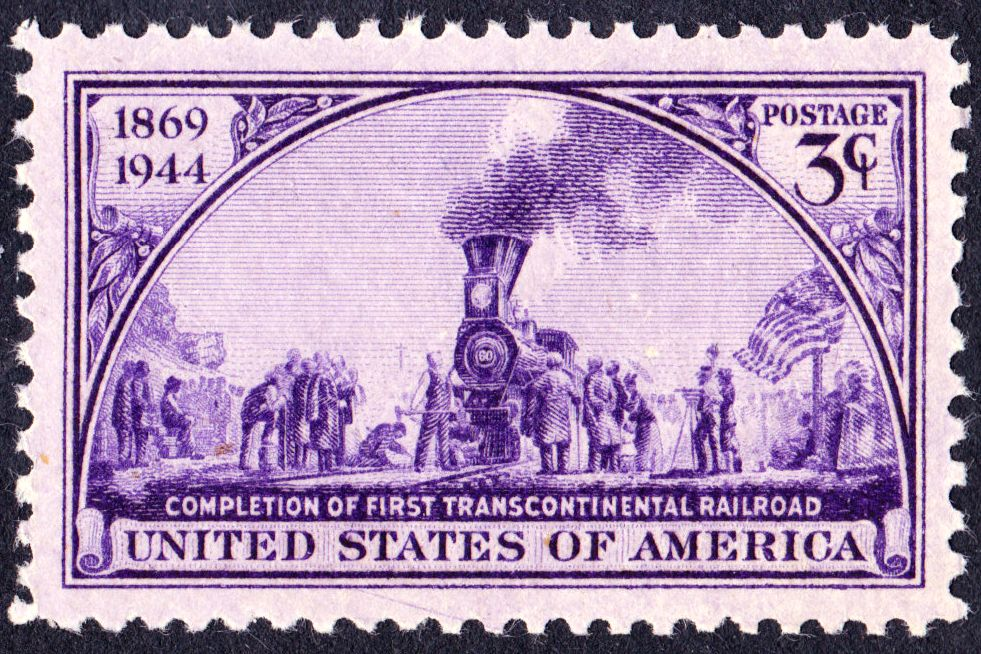
Sello conmemorativo del 75.º aniversario de la construcción del ferrocarril transcontinental en 1944.

La hazaña de la construcción del ferrocarril ha sido representada en varias películas, entre las que se encuentra el film de 1939 Unión Pacífico (Union Pacific) dirigida por Cecil B. DeMille que retrató al inversionista de la Central Pacific Asa Barrows que obstruye las tentativas de la Unión Pacific por alcanzar Ogden, Utah. El investigador, interpretado por Joel McCrea, salva el ferrocarril y consigue a la chica del ingeniero, interpretada por Barbara Stanwyck.
La película muda de 1924 de John Ford El caballo de hierro (The Iron Horse) muestra el nacionalismo ferviente que movió el apoyo público al proyecto. Aunque no exactamente histórica, realmente fue un esfuerzo por mostrar un punto de vista realista, e incluso participaron en el reparto algunos trabajadores chinos que realmente trabajaran en la sección de la Central Pacific del ferrocarril.
La película de 1962 ganadora de tres Óscar y nominada para otros cinco más, La conquista del Oeste (How the West Was Won), tiene un segmento entero dedicado a la construcción; una de las escenas más famosas de la película, filmada en Cinerama, es de una estampida de búfalos sobre el ferrocarril.
El protagonista de la película del 2000 El perdón (The Claim), dirigida por Michael Winterbottom es un topógrafo de la Central Pacific, y la película trata parcialmente sobre los esfuerzos de un alcalde de ciudad fronteriza para conseguir que el ferrocarril pase por su ciudad.
Kristiana Gregory escribió un libro, parte de la serie «Querida América», titulado The Great Railroad Race (La gran carrera del ferrocarril), en el cual el escritor del diario, Libby West, hace una crónica del final de la construcción del ferrocarril y el entusiasmo que sumergió al país antes y después de la construcción.
En 2015, un modelo de LEGO que representa la ceremonia del Golden Spike se presentó a la página web de Lego Ideas.
La serie original de AMC, Hell On Wheels, relata parte de este momento histórico, culminando la serie con la ceremonia Golden Spike.

### En inglés
- Página oficial del Golden Spike National Historical en Utah.
- Mapa de la ruta - Biblioteca del Congreso de los Estados Unidos.
- Central Pacific Railroad Photographic History Museum
- Union Pacific Railroad History
- The Transcontinental Railroad
- Pacific Railway Act - Biblioteca del Congreso.
- Contribución de los chino-americanos al ferrocarril transcontinental.
- Uniting the States of America

- Datos: Q1753108
- Multimedia: First Transcontinental Railroad / Q1753108